# Сражение при Буркерсдорфе
Сражение при Буркерсдорфе (нем. Schlacht bei Burkersdorf) — одно из последних сражений Семилетней войны. Произошло 21 июля 1762 года между 55-тысячной прусской армией Фридриха II и 75-тысячной австрийской армией фельдмаршала Дауна у силезского селения Буркерсдорф (ныне деревня Буркатув (Burkatow) недалеко от Вроцлава в Польше). Примечательно тем, что в нём на положении наблюдателей приняли в составе прусской армии участие русские войска под командованием графа З. Г. Чернышёва.

## Перед сражением
Сражение при Буркерсдорфе решало вопрос об обладании крепостью Швейдниц (ныне Свидница в Польше), последним опорным пункте австрийцев в Силезии. Первоначальный план Фридриха заключался в том, чтобы очистить дорогу на Швейдниц, атаковав Дауна, стоявшего в лагере при Кунцендорфе, одновременно с двух сторон: на правом фланге — силами 18-и тысячного деташемента генерала Вида, и с фронта — основными силами прусской армии. Даун, узнав о нём от перебежчика, спешно покинул лагерь в Кунцендорфе и отступил к Буркерсдорфу, последнему укреплённому пункту, где он мог осуществлять снабжение своей армии из Швейдница.

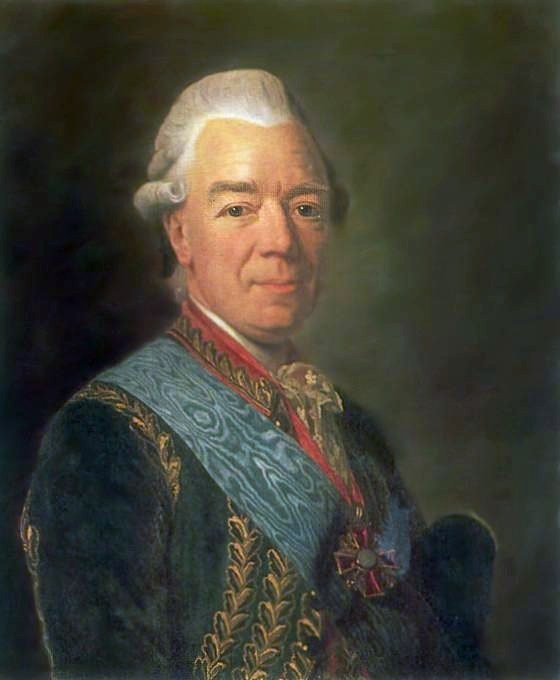
Граф З.Г. Чернышёв

В конце июня Фридрих получил неожиданных союзников: 20-тысячный вспомогательный корпус российских войск под командованием графа Чернышёва, посланный Петром III, 30 июня присоединился к нему  для ведения войны против австрийцев, недавних союзников России. Для встречи Чернышёва и его штаба Фридрих специально надевает русский орден Св. Андрея. 
18 июля граф Чернышёв сообщил Фридриху о перевороте в Санкт Петербурге и отстранении от власти Петра III, а также о полученном им приказе Екатерины II немедленно уйти со своим корпусом из Силезии. Чернышёв пообещал Фридриху остаться со своим корпусом ещё три дня в составе прусских войск, не участвуя в военных действиях, на положении наблюдателя. Фридрих принял решение немедленно атаковать армию Дауна, пока известия о перевороте в Петербурге не достигли австрийцев.

## Ход сражения
Место предстоящего сражения было хорошо известно обеим сторонам по предыдущим боям. Фридрих не решился атаковать центр позиции Дауна, расположенный на равнине между селениями Дитмансдорф (нем. Dittmannsdorf) и Ройсендорф (нем. Reußendorf). В то же время, чтобы отвлечь внимание противника от направления главного удара и сковать его на этом участке, он организовал отвлекающий маневр, симулируя наступление здесь значительных сил. Русское командование согласилось принять участие в задуманном "спектакле"; им в помощь была выделена дюжина пехотных батальонов, а также полк чёрных гусар и боснийские уланы. 
Ещё накануне сражения, 20 июля, четырём батальонам бригады Мёлендорфа удалось захватить замок недалеко от Буркерсдорфа, выгнав оттуда после ожесточённой схватки передовой отряд австрийских гренадеров. Всю ночь пруссаки устанавливали к востоку от замка батарею из 55 тяжёлых орудий: в то время как гаубицы были направлены в сторону австрийских позиций, 12-фунтовые пушки должны были держать под прицелом долину Вайстрица (нем. Weistritztal), единственное место, по которому могли подойти подкрепления со стороны основной части войск противника.
Основной удар силами 30 пехотных батальонов предполагалось нанести по изолированному правому флангу австрийцев. Каждая из трёх бригад имела особое задание в рамках общего плана, на выполнение которого отводилось чётко определённое время. Ночью бригады под командованием генералов Вида, Мёллендорфа и Кноблоха обошли правый фланг войск Дауна и заняли позиции у возвышенностей, на склоне которых находятся селения Буркерсдорф и Лойтмансдорф (нем. Leutmannsdorf). 
Выдвинутая перед фронтом русских войск батарея бригады Мантейфеля повела обстрел центра войск противника. Вслед за этим Вид начал атаку на прусском левом фланге штурмом австрийских позиций в районе Лойтмансдорфа. С началом его атаки главная батарея повела массированный артобстрел Буркерсдорфа и отбросила австрийскую кавалерию, которая бежала и увлекла за собой своих пехотинцев. Бригада Мёлендорфа пошла в атаку, присоединившись к наступающему правее Кноблоху и вместе с ним вошла в долину Вайстрица. 
Даун не понял роли русских войск как наблюдателя и был вынужден отступить перед лицом предполагаемого превосходства. Ошеломлённые австрийцы оставили свои укрепления, и ещё до полудня прусский король получил сообщение об отходе основных сил противника. Чернышев уехал со своим корпусом на следующий день, и Фридрих подарил ему почетную шпагу, украшенную бриллиантами, и 15 000 дукатов.

## Результаты сражения
Австрийцы проиграли битву, потеряв более 1000 человек убитыми и 2000 взятыми в плен. Прусская победа имела большое политическое и стратегическое значение, её результаты более значительны, чем итоги кровопролитного сражения при Торгау: она окончательно поставила крест на австрийских планах возвращения Силезии. Дауну пришлось отступить в горы. Он ещё раз попытается прорвать блокаду Швейдница в неудачном сражении при Райхенбахе. Крепость капитулировала 9 октября 1762 года, а это означало, что Силезия уже полностью перешла в руки Пруссии еще до окончания войны в феврале 1763 года. 
С военной точки зрения, сражение при Буркерсдорфе явилось дальнейшим развитием линейной тактики: подобно сражениям при Крефельде и Торгау прусская армия действовала в нём не замкнутой линейной формацией, а тремя отдельными колоннами, перед каждой из которых была поставлена особая задача.